# شکلات تلخ (فیلم)
شکلات تلخ (به انگلیسی: Dark Chocolate) فیلمی محصول سال ۲۰۱۶ و به کارگردانی آجندیو چاترجی است. در این فیلم بازیگرانی همچون ماهیما چودری، ریا سن، ممتاز سورکار، کاشیک سن و شرف فیگار ایفای نقش کرده‌اند.